# Toxicodendron radicans
Toxicodendron radicans là một loài thực vật có hoa trong họ Đào lộn hột. Loài này được (L.) Kuntze miêu tả khoa học đầu tiên năm 1891.

## Phân bố và môi trường sống
T. radicans mọc trên khắp Bắc Mỹ, bao gồm các tỉnh ven biển của Canada, Quebec, Ontario, Manitoba, và tất cả các tiểu bang phía đông của dãy núi Rocky, cũng như ở các vùng núi của Mexico lên tới khoảng 1.500 m (4,900 ft). Caquistle hoặc caxuistle là thuật ngữ tiếng Nahuatl cho loài này. Nó thường được tìm thấy trong các khu vực rừng, đặc biệt là dọc theo các khu vực cạnh, nơi dòng cây phá vỡ và cho phép ánh nắng mặt trời để lọc qua. Loài này cũng phát triển trong các khu vực đá tiếp xúc, các cánh đồng mở và các khu vực bị xáo trộn.
Loài cây này có thể phát triển như một loại cây trồng trong rừng, mặc dù nó chỉ có khả năng chịu bóng râm. Loài cây này rất phổ biến ở các khu vực ngoại ô và ngoại thành của New England, Trung Đại Tây Dương và Đông Nam Hoa Kỳ. Các loài T. diversilobum tương tự (cây sồi độc Tây) và T. rydbergii (ivy độc Tây) được tìm thấy ở miền Tây Bắc Mỹ, và T. orientale ở Đài Loan, Nhật Bản, Triều Tiên và Sakhalin.
T. radicans hiếm khi phát triển ở độ cao trên 1.500 m (4.900 ft), mặc dù giới hạn độ cao thay đổi ở các vị trí khác nhau. Cây có thể mọc lên như một cây bụi cao tới 1,2 m (3,9 ft), cao 10–25 cm (3,9–9,8 in), hoặc như một cây leo leo trên nhiều loại cây khác nhau. Những cây nho già hơn trên những cây hỗ trợ đáng kể gửi các nhánh bên có thể bị nhầm lẫn với cành cây ngay từ cái nhìn đầu tiên.

## Hình ảnh

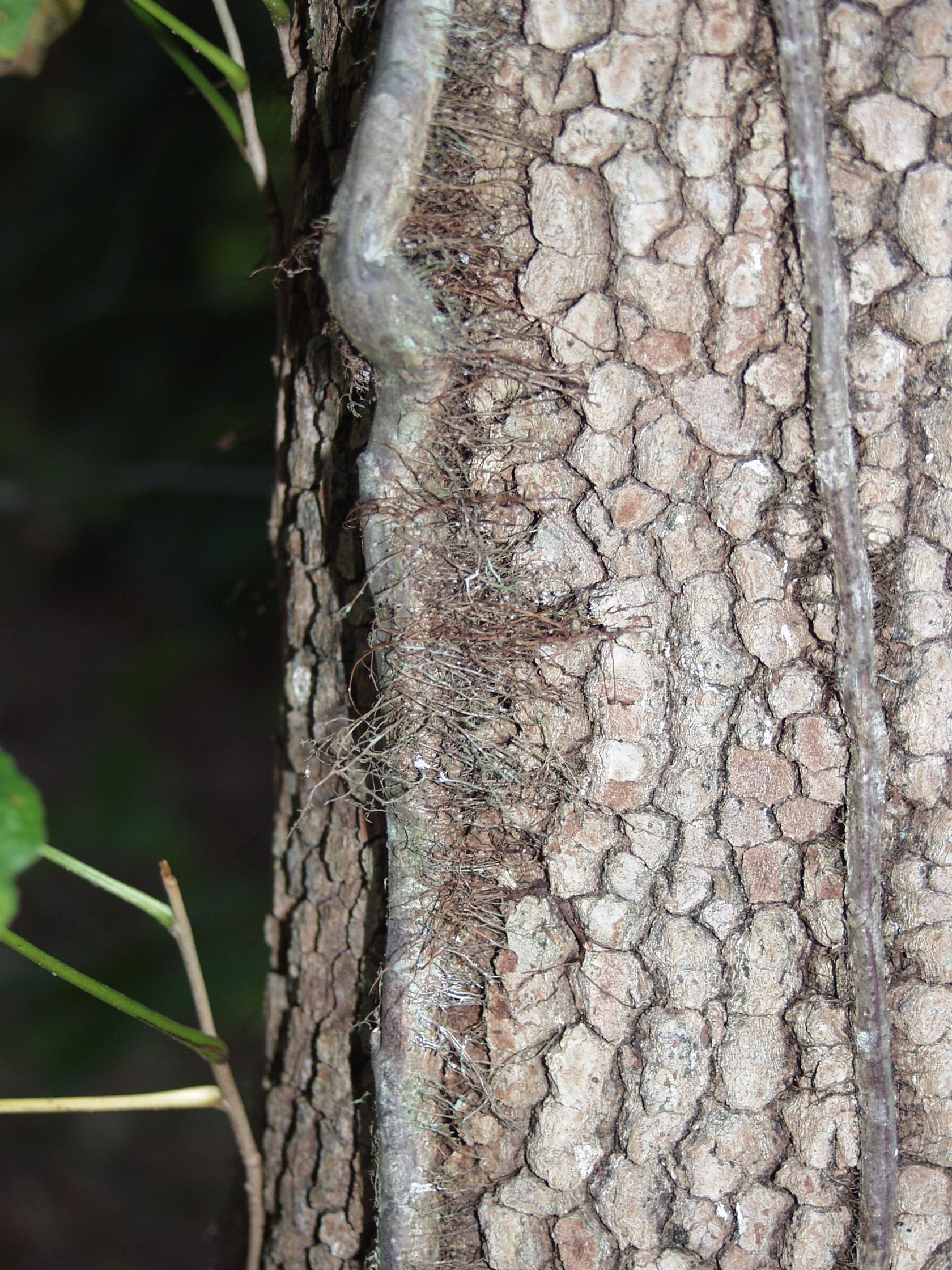